# Municipio de Fried
El municipio de Fried (en inglés: Fried Township) es un municipio ubicado en el condado de Stutsman en el estado estadounidense de Dakota del Norte. En el año 2010 tenía una población de 155 habitantes y una densidad poblacional de 1,66 personas por km².

## Geografía
El municipio de Fried se encuentra ubicado en las coordenadas 47°1′12″N 98°38′44″O / 47.02000, -98.64556. Según la Oficina del Censo de los Estados Unidos, el municipio tiene una superficie total de 93.23 km², de la cual 91,5 km² corresponden a tierra firme y (1,85 %) 1,73 km² es agua.

## Demografía
Según el censo de 2010, había 155 personas residiendo en el municipio de Fried. La densidad de población era de 1,66 hab./km². De los 155 habitantes, el municipio de Fried estaba compuesto por el 97,42 % blancos, el 0,65 % eran amerindios y el 1,94 % eran de una mezcla de razas. Del total de la población el 1,29 % eran hispanos o latinos de cualquier raza.